# Fay Ripley
Fay Ripley (* 28. Juni 1966 in Wimbledon, London, England) ist eine britische Schauspielerin.
Fay Ripley wurde 1966 als Tochter eines Geschäftsmanns und einer Antiquarin im Londoner Stadtteil Wimbledon  geboren. Sie wuchs zusammen mit drei Brüdern und zwei Schwestern in Walton-on-Thames auf. Ihre Eltern ließen sich scheiden als sie zwei Jahre alt war. Sie graduierte an der Guildhall School of Music and Drama in London. Bekannt wurde Ripley unter anderem in Rolle als Jenny Gifford in der Fernsehserie Cold Feet.
Fay Ripley ist seit 2001 mit dem australischen Schauspieler Daniel Lapaine verheiratet. Sie haben zwei Kinder.

## Filmografie (Auswahl)
- 1994: Stumme Zeugin (Mute Witness)
- 1994: Mary Shelley’s Frankenstein
- 1996: Frontiers (Fernsehserie, 6 Folgen)
- 1997: Rosanna’s letzter Wille (Roseanna’s Grave)
- 1997–2020: Cold Feet (Fernsehserie, 52 Folgen)
- 1997: The Bill (Fernsehserie, 1 Folge)
- 2000: The Announcement
- 2001: Green-Eyed Monster (Fernsehfilm)
- 2002: I Saw You (Fernsehserie, 3 Folgen)
- 2002: The Stretford Wives (Fernsehfilm)
- 2002: Dead Gorgeous (Fernsehfilm)
- 2002: Bedtime (Fernsehserie, 3 Folgen)
- 2005: Hustle – Unehrlich währt am längsten (Hustle, Fernsehserie, 1 Folge)
- 2006: Tödlicher Sommertrip (Bon Voyage)
- 2009: New Tricks – Die Krimispezialisten (New Tricks; Fernsehserie, 1 Folge)
- 2009: Monday Monday
- 2009–2010: Reggie Perrin
- 2011: Moving On
- 2013: Inspector Barnaby (Midsomer Murders, Fernsehserie, 1 Folge)
- 2014–2015: Suspects (Fernsehserie, 17 Folgen)
- 2022: Doc Martin (Fernsehserie, 1 Folge)
- 2022: Swede Caroline